# Іван Кавалейру
Іван Кавалейру (порт. Ivan Cavaleiro, нар. 18 жовтня 1993, Віла-Франка-де-Шира) — португальський футболіст, вінгер та нападник французького «Лілля».
Виступав, зокрема, за клуби «Бенфіка», «Депортіво», «Монако» та «Вулвергемптон».
Чемпіон Португалії. Володар Кубка Португалії. 

## Клубна кар'єра
У дорослому футболі дебютував 2012 року виступами за другу команду лісабонської «Бенфіки», в якій провів два сезони, взявши участь у 54 матчах чемпіонату. Більшість часу, проведеного у складі дублерів «Бенфіки», був основним гравцем атакувальної ланки команди. У складі цієї команди був одним з головних бомбардирів команди, маючи середню результативність на рівні 0,39 голу за гру першості.
До складу головної команди «Бенфіки» почав залучатися 2013 року. За сезон в першій команді відіграв за клуб 20 в усіх турнірах, після чого на сезон був орендований іспанським «Депортіво».
Згодом з 2015 по 2016 рік грав у складі команди «Монако».
Своєю грою за останню команду привернув увагу представників тренерського штабу клубу «Вулвергемптон», до складу якого приєднався 2016 року. Відіграв за клуб з Вулвергемптона наступні три сезони своєї ігрової кар'єри. Більшість часу, проведеного у складі «Вулвергемптона», був основним гравцем команди.
13 липня 2019 року орендований на сезон «Фулгемом». 7 січня 2020 року Кавалейру підписав з клубом постійний контракт на 4,5 роки.

## Виступи за збірні
2010 року дебютував у складі юнацької збірної Португалії (U-17), загалом на юнацькому рівні взяв участь у 50 іграх, відзначившись 7 забитими голами.
Протягом 2013–2015 років залучався до складу молодіжної збірної Португалії. На молодіжному рівні зіграв у 14 офіційних матчах, забив 7 голів.
2014 року дебютував в офіційних матчах у складі національної збірної Португалії товариським матчем проти збірної Камеруну.
| Дата     | Місто             | Господарі  | Результат | Гості   | Турнір            | Голи | Примітки |
| -------- | ----------------- | ---------- | --------- | ------- | ----------------- | ---- | -------- |
| 5-3-2014 | Лейрія            | Португалія | 5 – 1     | Камерун | товариський матч  | -    | 69'      |
| 7-9-2014 | Авейру (значення) | Португалія | 0 – 1     | Албанія | Відбір до ЧЄ 2016 | -    | 46'      |
| Усього   |                   | Матчів     | 2         |         | Голів             | 0    |          |

## Титули і досягнення
- Чемпіон Португалії (1):

«Бенфіка»: 2013–14
- Володар Кубка Португалії (1):

«Бенфіка»: 2013–14